# Les Écorces
Pour les articles homonymes, voir Écorce (homonymie).
Les Écorces est une commune du Doubs (région Bourgogne-Franche-Comté), dans la région culturelle et historique de Franche-Comté.
Le nom provient de ses habitants qui se sont perfectionnés dans le taillage du bois et le commerce des escorces de résineux : de nombreuses maisons étaient recouvertes de ce matériau pour les protéger du vent et de la pluie.

## Géographie

### Toponymie
Les Escorces en 1339 ; Les Escoursses en 1478 ; Les Ecorces en 1530 ; Les Escorces en 1701.

### Climat
Pour des articles plus généraux, voir Climat de la Bourgogne-Franche-Comté et Climat du Doubs.
En 2010, le climat de la commune est de type climat de montagne, selon une étude du Centre national de la recherche scientifique s'appuyant sur une série de données couvrant la période 1971-2000. En 2020, Météo-France publie une typologie des climats de la France métropolitaine dans laquelle la commune est exposée à un climat de montagne ou de marges de montagne et est dans la région climatique  Jura, caractérisée par une forte pluviométrie en toutes saisons (1 000 à 1 500 mm/an), des hivers rigoureux et un ensoleillement médiocre. 
Pour la période 1971-2000, la température annuelle moyenne est de 7,2 °C, avec une amplitude thermique annuelle de 16,6 °C. Le cumul annuel moyen de précipitations est de 1 365 mm, avec 12,2 jours de précipitations en janvier et 11,3 jours en juillet. Pour la période 1991-2020, la température moyenne annuelle observée sur la station météorologique de Météo-France la plus proche, « Charquemont », sur la commune de Charquemont à 2 km à vol d'oiseau, est de 8,3 °C et le cumul annuel moyen de précipitations est de 1 575,4 mm. 
La température maximale relevée sur cette station est de 37,2 °C, atteinte le 19 août 2012 ; la température minimale est de −31 °C, atteinte le 9 janvier 1985,,. 
Les paramètres climatiques de la commune ont été estimés pour le milieu du siècle (2041-2070) selon différents scénarios d'émission de gaz à effet de serre à partir des nouvelles projections climatiques de référence DRIAS-2020. Ils sont consultables sur un site dédié publié par Météo-France en novembre 2022.

## Urbanisme

### Typologie
Au 1er janvier 2024, Les Écorces est catégorisée bourg rural, selon la nouvelle grille communale de densité à 7 niveaux définie par l'Insee en 2022.
Elle est située hors unité urbaine. Par ailleurs la commune fait partie de l'aire d'attraction de Maîche, dont elle est une commune du pôle principal,. Cette aire, qui regroupe 23 communes, est catégorisée dans les aires de moins de 50 000 habitants,.

### Occupation des sols
L'occupation des sols de la commune, telle qu'elle ressort de la base de données européenne d’occupation biophysique des sols Corine Land Cover (CLC), est marquée par l'importance des territoires agricoles (74,2 % en 2018), en diminution par rapport à 1990 (75,2 %). La répartition détaillée en 2018 est la suivante : 
prairies (68,2 %), forêts (21,4 %), zones agricoles hétérogènes (5,9 %), zones urbanisées (4,4 %). L'évolution de l’occupation des sols de la commune et de ses infrastructures peut être observée sur les différentes représentations cartographiques du territoire : la carte de Cassini (XVIIIe siècle), la carte d'état-major (1820-1866) et les cartes ou photos aériennes de l'IGN pour la période actuelle (1950 à aujourd'hui).

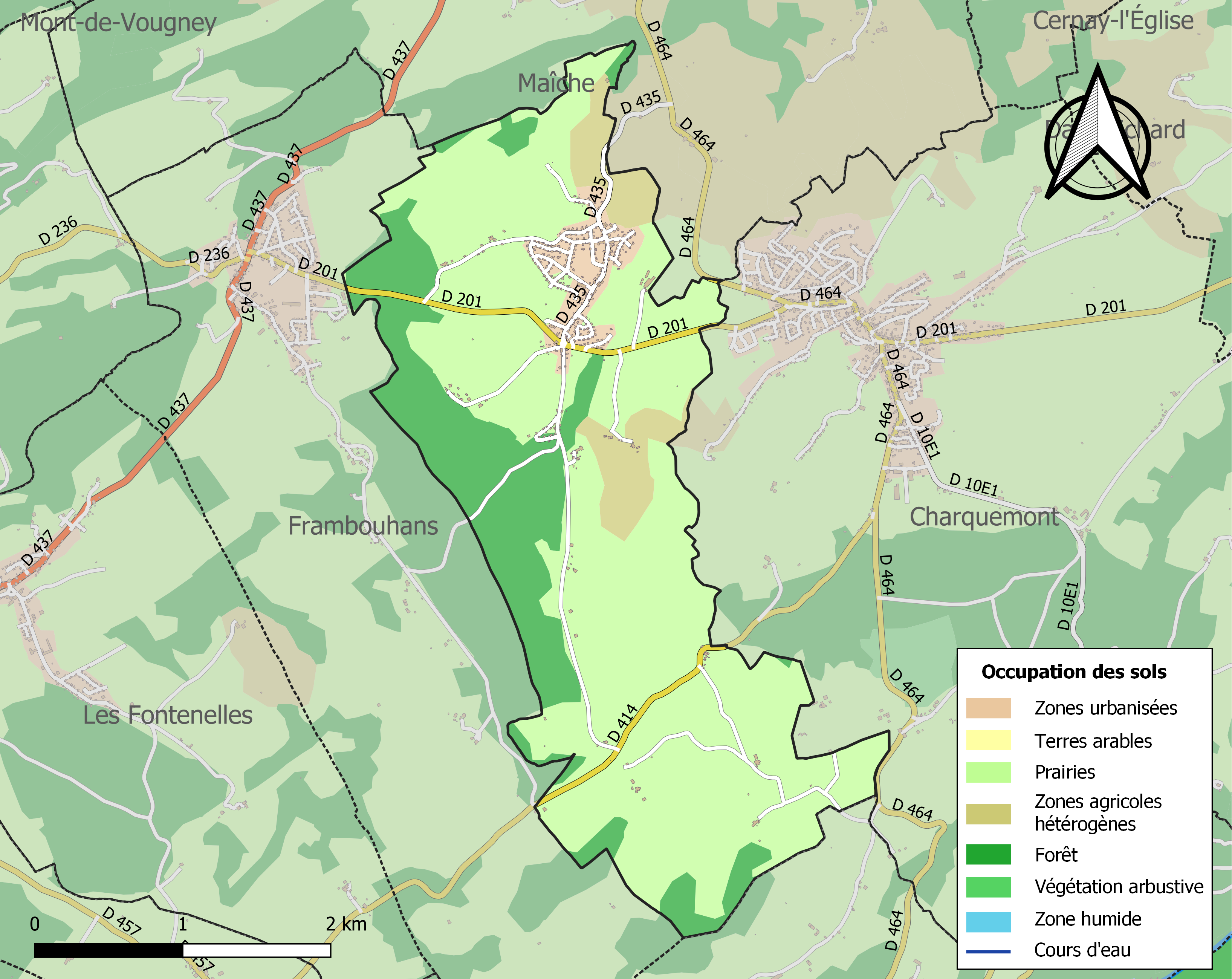
Carte des infrastructures et de l'occupation des sols de la commune en 2018 (CLC).

## Histoire
Le nom du village provient de ses habitants qui se sont perfectionnés dans le taillage du bois et le commerce des écorces de résineux. De nombreuses maisons sont recouvertes d'écorces. Au décès de Ricard Comte de la Roche, en 1329, le fief des Ecorces passe à sa fille cadette Marguerite, épouse de Jean Sennecey. À la fin du siècle, il est donné en partage à Jean de Ville. Après l'épisode de rattachement au prince-évêque de Bâle, les de Ville vendent puis rachètent leurs droits sur les terres de Ecorces qui passent ensuite aux Granvelle en 1530. À cette époque, les habitants des Ecorces étaient tanneurs et allaient couper leurs bois jusqu'aux Brenets (en Suisse). Quand la Franche-Comté devient française, le village relève de la seigneurie de Guyot de Malseigne ; puis c'est la branche cadette des Guyot, les Bermont, marquis de Maîche qui en héritent. La chapelle Saint Roch est reconstruite en 1868 au lieu-dit 'Le Ban'; et l'église néogothique date de 1881. Aujourd'hui, deux entreprises emploient 40 personnes, on compte une dizaine d'exploitations agricoles, un artisan horloger, un menuisier. Source : Le Patrimoine des communes du Doubs

## Politique et administration
| Période                                  | Période                     | Identité                                     | Étiquette | Qualité                    |
| ---------------------------------------- | --------------------------- | -------------------------------------------- | --------- | -------------------------- |
| 1978                                     | 1995                        | Michel Dard                                  |           |                            |
| mars 2001                                | 2020                        | Lucien Rondot                                | DVD       | Retraité Fonction publique |
| mars 2001                                | En cours (au 1er juin 2020) | Maxime Martin Réélu pour le mandat 2020-2026 |           | Chef d'entreprise          |
| Les données manquantes sont à compléter. |                             |                                              |           |                            |

## Démographie
L'évolution du nombre d'habitants est connue à travers les recensements de la population effectués dans la commune depuis 1793. Pour les communes de moins de 10 000 habitants, une enquête de recensement portant sur toute la population est réalisée tous les cinq ans, les populations de référence des années intermédiaires étant quant à elles estimées par interpolation ou extrapolation. Pour la commune, le premier recensement exhaustif entrant dans le cadre du nouveau dispositif a été réalisé en 2007.

En 2022, la commune comptait 766 habitants, en évolution de +7,28 % par rapport à 2016 (Doubs : +1,88 %, France hors Mayotte : +2,11 %).
| 1793 | 1800 | 1806 | 1821 | 1831 | 1836 | 1841 | 1846 | 1851 |
| ---- | ---- | ---- | ---- | ---- | ---- | ---- | ---- | ---- |
| 266  | 244  | 277  | 264  | 303  | 312  | 291  | 305  | 334  |

| 1856 | 1861 | 1866 | 1872 | 1876 | 1881 | 1886 | 1891 | 1896 |
| ---- | ---- | ---- | ---- | ---- | ---- | ---- | ---- | ---- |
| 353  | 354  | 401  | 384  | 378  | 383  | 407  | 426  | 411  |

| 1901 | 1906 | 1911 | 1921 | 1926 | 1931 | 1936 | 1946 | 1954 |
| ---- | ---- | ---- | ---- | ---- | ---- | ---- | ---- | ---- |
| 416  | 401  | 400  | 362  | 355  | 358  | 360  | 332  | 363  |

| 1962 | 1968 | 1975 | 1982 | 1990 | 1999 | 2006 | 2007 | 2012 |
| ---- | ---- | ---- | ---- | ---- | ---- | ---- | ---- | ---- |
| 356  | 346  | 302  | 378  | 452  | 502  | 570  | 580  | 682  |

| 2017 | 2022 | - | - | - | - | - | - | - |
| ---- | ---- | - | - | - | - | - | - | - |
| 718  | 766  | - | - | - | - | - | - | - |

## Lieux et monuments
- La chapelle Saint-Roch édifiée au XVIIe siècle au lieu-dit Le Ban, dans l'enclos où avaient été inhumées les victimes de la peste bubonique, épidémie qui avait sévi dès 1627, avant même l'époque des Suédois. Elle a été  reconstruite en 1868[1].
- Les écoles, construites par l'architecte Fallot en 1843[1].
- L'église Saint-Jean-Baptiste. Édifiée dès août 1877 en remplacement de celle démolie en 1876 parce que devenue trop exiguë et tombant de vétusté, elle est de style néo-gothique d'après les plans de l'architecte Alfred Ducat. Sa pierre de bonne qualité, de couleur gris-blanc, provient du territoire communal et elle a été inaugurée en mars 1881. Une plaque rappelle la fameuse journée du 6 mars 1906 où, sous la protection de vingt-cinq gendarmes et trois cents soldats, un sapeur du Génie mit une demi-heure pour pratiquer le « trou » devant permettre à un serrurier montbéliardais de déverrouiller cette porte de chêne, pour livrer passage aux agents des domaines chargés de procéder à l'inventaire des lieux[1].

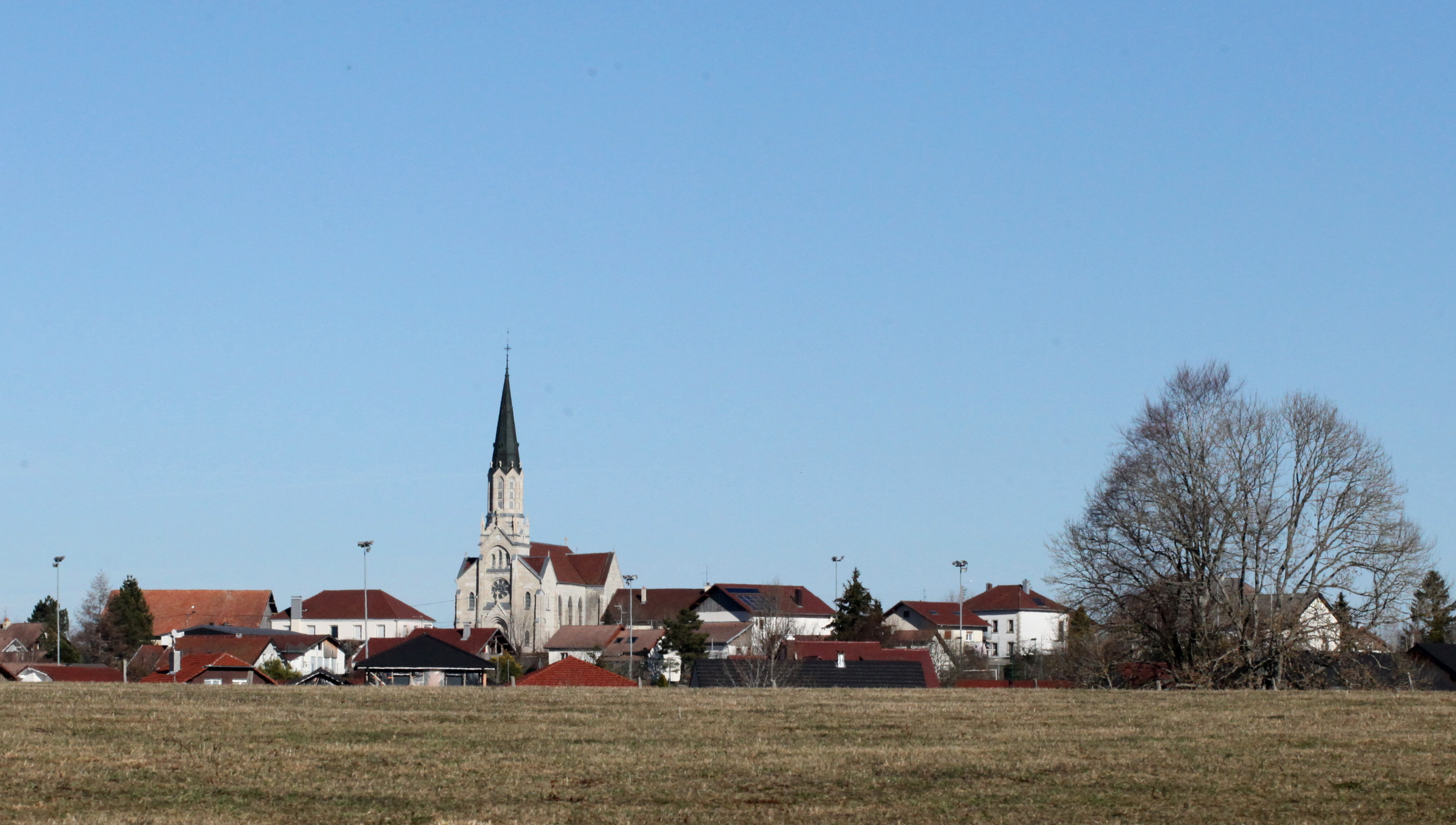
Vue générale.
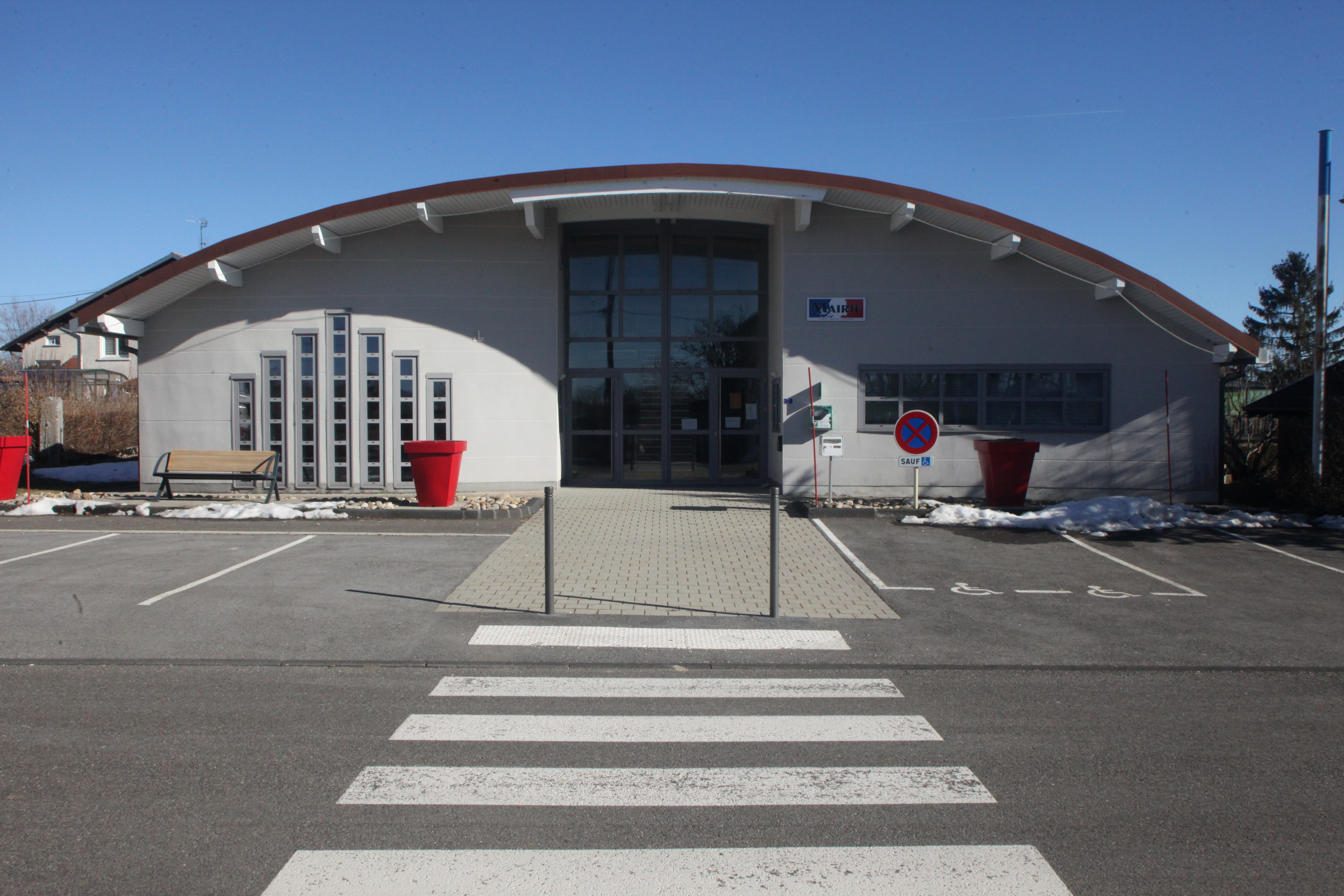
Mairie.
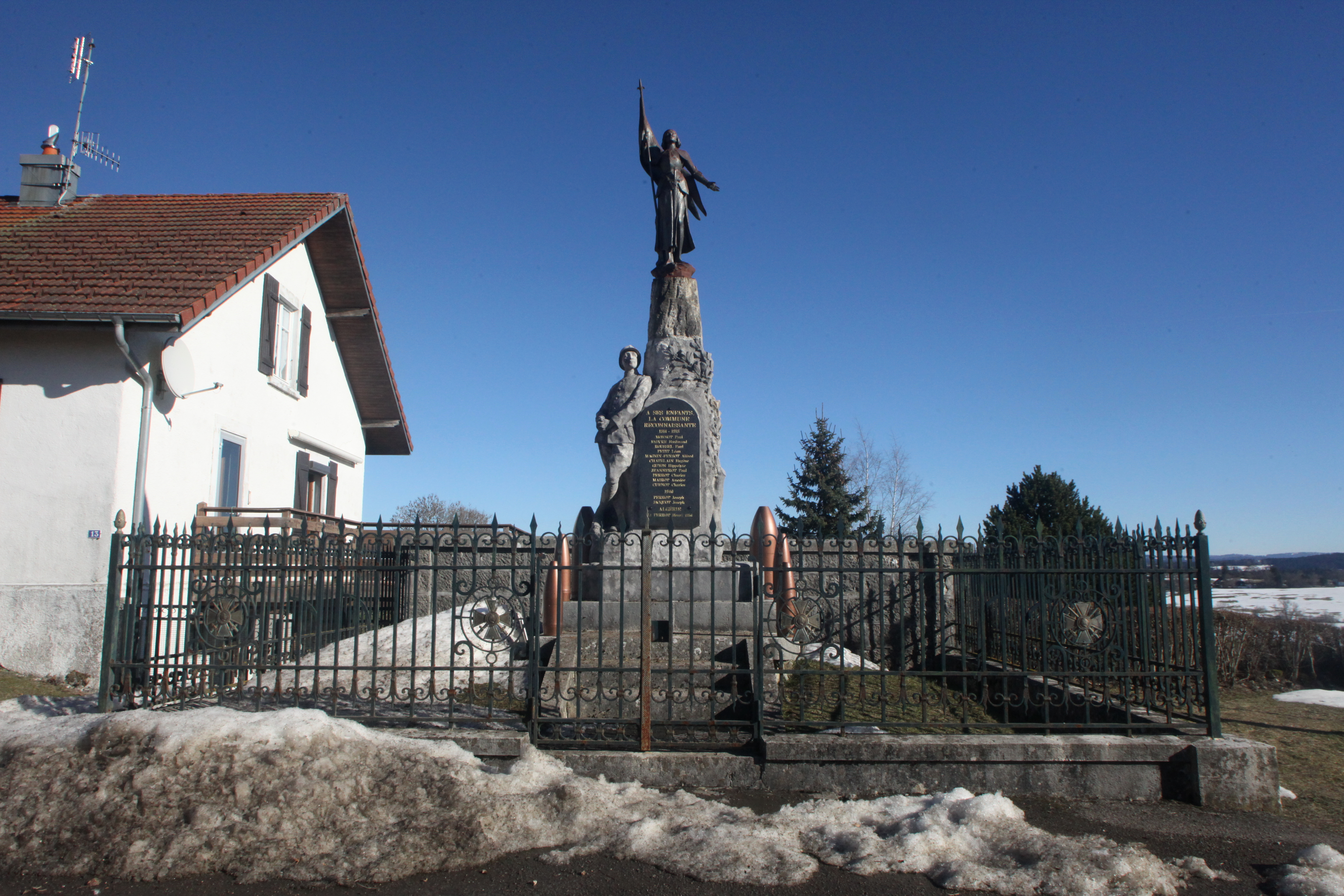
Monument aux morts.
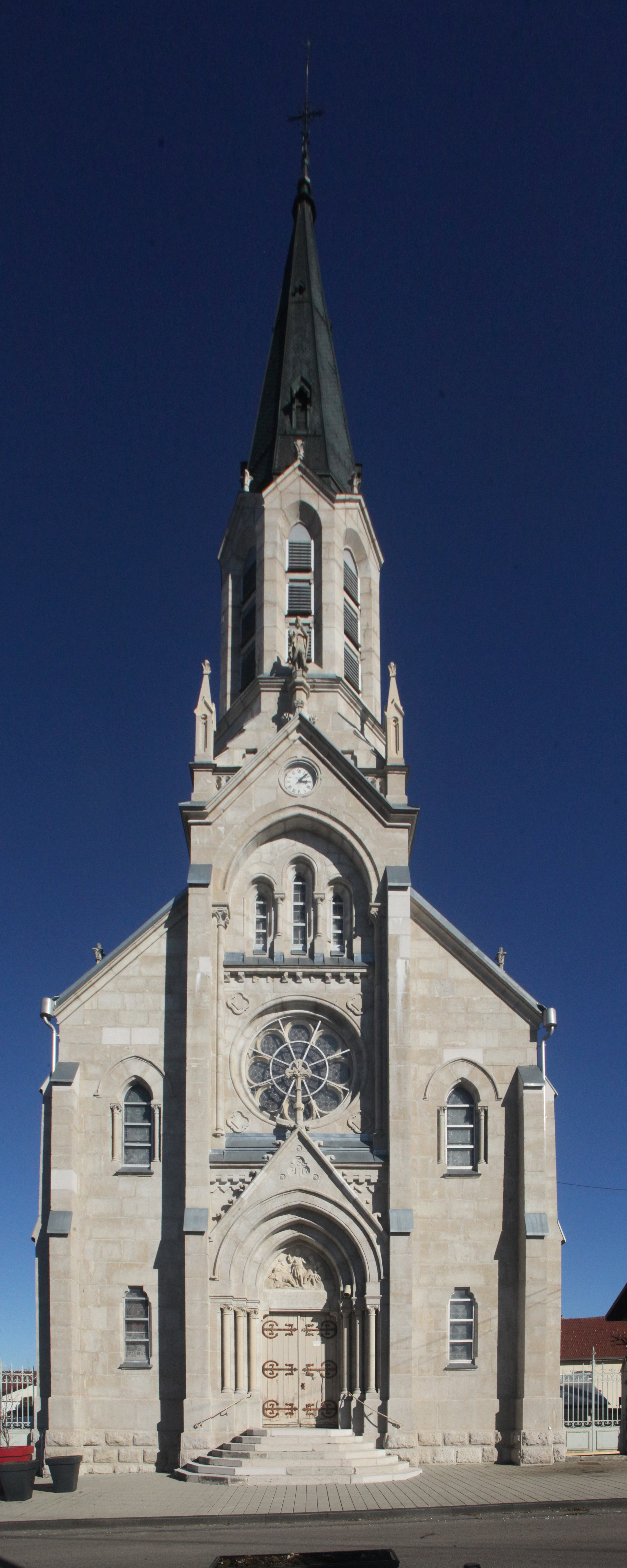
Eglise.
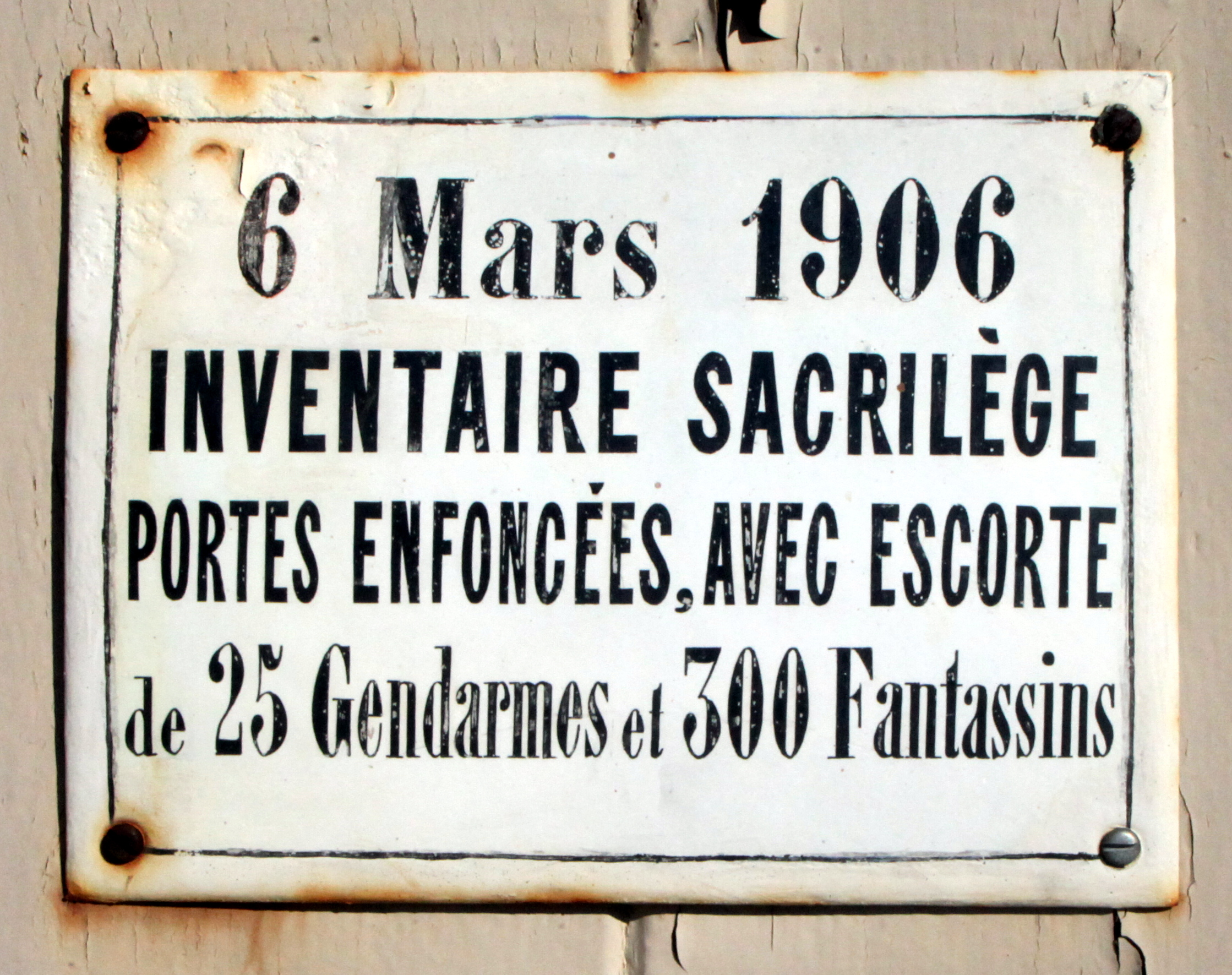
Plaque sur la porte de l'eglise.

## Personnalités liées à la commune
- Victor Bonnemin, né le 26 mars 1904 aux Écorces, est ordonné prêtre aux Missions étrangères de Paris et part ensuite pour le Tibet, où il est chargé du poste de Siao-Weisi en pleine montagne, ensuite à Bahang. Il est nommé curé de Kiaonatong en 1938. Il assiste à la première messe du bienheureux Maurice Tornay (1910-1949) à Siao-Weisi. Après 1940, il est aide-procureur à la mission de Yunnanfu. Il est chassé par les communistes en 1952 et rentre en France comme infirmier à la maison des Missions étrangères de Voreppe. Il meurt le 6 août 1960 à l'hôpital de Grenoble[20].